# Wahlbezirk Österreich ob der Enns 9
Der Wahlbezirk Österreich ob der Enns 9 war ein Wahlkreis für die Wahlen zum Abgeordnetenhaus im österreichischen Kronland Österreich ob der Enns (Oberösterreich). Der Wahlbezirk wurde 1907 mit der Einführung der Reichsratswahlordnung geschaffen und bestand bis zum Zusammenbruch der Habsburgermonarchie.

## Geschichte
Nachdem der Reichsrat im Herbst 1906 das allgemeine, gleiche, geheime und direkte Männerwahlrecht beschlossen hatte, wurde mit 26. Jänner 1907 die große Wahlrechtsreform durch Sanktionierung von Kaiser Franz Joseph I. gültig. Mit der neuen Reichsratswahlordnung schuf man insgesamt 516 Wahlbezirke, wobei mit Ausnahme Galiziens in jedem Wahlbezirk ein Abgeordneter im Zuge der Reichsratswahl gewählt wurde. Der Abgeordnete musste sich dabei im ersten Wahlgang oder in einer Stichwahl mit absoluter Mehrheit durchsetzen. Der Wahlbezirk Österreich ob der Enns 9 umfasste die Gerichtsbezirke Obernberg und Schärding, wobei jedoch die Stadt Schärding sowie der Markt Obernberg (beide Wahlbezirk 6) vom Wahlbezirk ausgenommen waren.
Aus der Reichsratswahl 1907 ging Josef Doblhofer (katholisch-konservative Partei/Christlichsoziale Partei) als Sieger hervor. Er wurde bei der Reichsratswahl 1911 von seinem Parteikollegen Ferdinand Frankenberger abgelöst.

## Wahlen

### Reichsratswahl 1907
Die Reichsratswahl 1907 wurde am 14. Mai 1907 (erster Wahlgang) durchgeführt. Eine Stichwahl entfiel auf Grund der absoluten Mehrheit für Josef Lang im ersten Wahlgang.
| Kandidat                                                                    | Partei                             | Wahlkreis- stimmen | Stimmen- anteil |
| --------------------------------------------------------------------------- | ---------------------------------- | ------------------ | --------------- |
| Josef Doblhofer                                                             | Katholisch-Konservative Partei     | 4268               | 69,6 %          |
| Ferdinand Grahamer                                                          | Oberösterreichischer Bauernverein  | 1609               | 26,3 %          |
| Alois Maier                                                                 | Sozialdemokratische Arbeiterpartei | 191                | 3,1 %           |
|                                                                             | Sonstige                           | 61                 | 1,0 %           |
| Wahlberechtigte: 6604, Ungültige/Leere Stimmen: 66, Wahlbeteiligung: 93,8 % |                                    |                    |                 |

### Reichsratswahl 1911
Die Reichsratswahl 1911 wurde am 13. Juni 1911 (erster Wahlgang) durchgeführt. Die Stichwahl entfiel auf Grund des absoluten Mehrheit von Josef Lang im ersten Wahlgang.
| Kandidat                                                                     | Partei                             | Wahlkreis- stimmen | Stimmen- anteil |
| ---------------------------------------------------------------------------- | ---------------------------------- | ------------------ | --------------- |
| Ferdinand Frankenberger                                                      | Christlichsoziale Partei           | 3902               | 63,8 %          |
| Ferdinand Grahamer                                                           | Oberösterreichischer Bauernverein  | 1790               | 29,3 %          |
| Lehner                                                                       | Sozialdemokratische Arbeiterpartei | 318                | 5,2 %           |
|                                                                              | Sonstige                           | 105                | 1,7 %           |
| Wahlberechtigte: 6697, Ungültige/Leere Stimmen: 160, Wahlbeteiligung: 93,7 % |                                    |                    |                 |